# Universitat Russa de l'Amistat dels Pobles
La Universitat Russa de l'Amistat dels Pobles (RUDN), coneguda de 1961 fins a 1991 com a Universitat Patrice Lumumba, en honor al líder independentista congolès que havia estat assassinat en un cop d'estat aquell gener, és una universitat pública situada a Moscou.
Va ser fundada el 1960 per mitjà d'una resolució del Comitè Central del Partit Comunista de la Unió Soviètica i del Consell de Ministres de l'URSS amb l'objectiu d'ajudar els països que recentment havien aconseguit la independència de les potències colonials i promoure els interessos de la política exterior soviètica als països no-alineats. El propòsit principal de la universitat era formar persones d'Àsia, Àfrica, Europa de l'Est i Amèrica Llatina, i va ser considerada l'«Oxford» de Rússia a mitjans dels anys 1980 a causa del prestigi que va aconseguir ràpidament.
Sergey Vasilievich Rumiantsev, doctor en enginyeria, va ser el primer rector de la universitat. Va ser el seu rector fins al 1970. L'any 1960 es van iniciar els estudis de rus per a estudiants internacionals. Els primers 288 estudiants de 47 països es van graduar el 1965.
El març de 2023, el nom de Patrice Lumumba va tornar a formar part del nom oficial de la universitat.